# Séptima Avenida (Manhattan)
La Séptima Avenida (en inglés: Seventh Avenue), también llamada Adam Clayton Powell Jr. Boulevard, es una avenida de Manhattan, en Nueva York.

## Historia
La séptima avenida fue diseñada originalmente en el Plan de los Comisarios de 1811.
La terminal sur de la Séptima Avenida fue la calle 11 en Greenwich Village hasta principios del siglo XX. Se extendió hacia el sur, como Seventh Avenue South, para conectarse en 1914 con la calle Varick, que se amplió al mismo tiempo. La extensión de la avenida permitió mejores conexiones para el tráfico rodado entre el centro de Manhattan y el distrito comercial en lo que ahora es Tribeca. También permitió la construcción de la Línea 7 del Metro de Nueva York, que se abrió en 1918.
La extensión de la avenida se gestó a lo largo de varios años, siendo aprobada por la Junta de Estimación de la Ciudad de Nueva York en septiembre de 1911, cuando se realizó la primera asignación de 3 millones de dólares para la planificación inicial del trabajo. La extensión había sido recomendada por grupos cívicos para satisfacer las necesidades comerciales de Greenwich Village. Requirió la demolición de un número significativo de edificios antiguos, incluyendo la Iglesia Metodista de la calle Bedford, construida en 1840.
La mayor parte de la Séptima Avenida dirige el tráfico en sentido sur desde el 6 de junio de 1954. La porción al norte de Times Square llevó el tráfico en dos sentidos hasta el 10 de marzo de 1957.
A partir de la década de 1970, la porción de la avenida situada entre la calle 34 y la calle 39 se ha llamado oficialmente Fashion Avenue (avenida de la moda).

## Lugares de interés
- Penn Station y el Madison Square Garden se sitúan en la esquina con la Calle 34.
- Times Square se encuentra a la altura de la calle 42.
- El Carnegie Hall se encuentra en la esquina de la calle 57.
- El Village Vanguard, uno de los más famosos clubs de jazz de Nueva York, a la altura de la calle 11.
- El Adam Clayton Powell Jr. State Office Building, en la calle 125 de Harlem.